# SN 1965B
SN 1965B – supernowa odkryta 8 stycznia 1965 roku w galaktyce NGC 4727. W momencie odkrycia miała maksymalną jasność 16,00m.